# بيل فوستر (مدرب كرة سلة)
بيل فوستر (بالإنجليزية: Bill Foster)‏ هو مدرب كرة سلة أمريكي، ولد في 1 أبريل 1936 في هيمنغواي في الولايات المتحدة، وتوفي في 27 مايو 2015 في تشارلوت في الولايات المتحدة بسبب مرض باركنسون.

## روابط خارجية
- بيل فوستر على موقع كلية كرة السلة في سبورتس رفرنس.كوم (الإنجليزية)